# Lord Ix
Lord Ix es el líder del clan Nocturnus (creadores de los Gizoids) y señor de Nocturnia. Hace 4000 años, luchó contra Pachacamac (jefe de la tribu Knuckles) en épicas batallas, participando también los Gizoids. Cuando ganaron la batalla, el evento Argus arrastró a Nocturnia a la Celda del Crepúsculo, otra dimensión. Viendo que las criaturas que habitaban allí los querían conquistar, Ix se las arregló para tenerlas bajo control con la promesa de que algún día saldrían de esa dimensión. Cuando robó la Master Emerald y las 7 Emeraldas del Caos,
las repartió entre los habitantes de la Celda del Crepúsculo y las 2 restantes, entre Scylla y Charyb (líderes de los Gizoids) para mantener a sus habitantes dístraídos mientras Nocturnia salía de esa dimensión, gracias a la Master Emerald. 
Posee el ataque Orbe Maldito, que puede dejar K.O. y se puede transformar con el poder de Nocturnia en Ix pero con un poder similar al de Super Sonic. En esa forma, tiene el Ataque Sobrecarga, que arrebata buena parte de PS. Su única aparición en videojuegos ha sido en  "Sonic Chronicles: The Dark Brotherhood".
- Datos: Q5978910